# Nenad Đorđević
Pour les articles homonymes, voir Đorđević.
Nenad Đorđević ou Nenad Djordjević (en serbe en écriture cyrillique : Ненад Ђорђевић), né le 7 août 1979 à Paraćin (Yougoslavie, aujourd'hui en Serbie), est un footballeur serbe. Il jouait au poste de défenseur avec l'équipe de Serbie-et-Monténégro.

## Carrière
Il obtient sa première cape en avril 2002 contre l'équipe de Lituanie.
Đorđević participe à la coupe du monde 2006 avec l'équipe de Serbie-et-Monténégro.

## Palmarès
- 17 sélections en équipe nationale (1 but) entre 2002 et 2006
- Champion de Serbie en 2005, 2008, 2009 et 2010 avec le Partizan Belgrade.
- Vainqueur de la Coupe de Serbie en 2008 et 2009.